# A Long Vacation
A Long Vacation — шестой студийный альбом японского музыканта Эйити Отаки, выпущенный 21 марта 1981 года. Также известен как Ronbake (яп. ロンバケ Ромбакэ), по сокращению названия на японском.

## Об альбоме
Над альбомом работали все три партнёра Отаки по группе Happy End: Такаси Мацумото написал слова почти ко всем песням, Сигэру Судзуки играл на гитаре, Харуоми Хосоно — на бас-гитаре. Несмотря на то что Мацумото никогда не был на Канарских островах, песню «Canaria Shotou Nite» он написал, основываясь на своих представлениях о них и предполагая их схожесть с Гавайами. Острова показались ему весьма другими, когда он посетил их ради выступления дирижёра Карлоса Клайбера в 1999 году.
Некоторые песни были созданы под влиянием американского продюсера Фила Спектора и его формулы «стена звука». Последняя композиция — «Saraba Siberian Tetsudou» — задумывалась как дань уважения британскому продюсеру Джо Мику. Кроме того, эта песня была выпущена в качестве сингла Хироми Оты в ноябре 1980 года. В песне «Fun x 4» бэк-вокалистами выступили Ота, Хироаки Игараси и группа Rats & Star.
Оформление обложки выполнено художником Хироси Нагаи, который также работал над обложками других альбомов музыканта. По словам Нагаи, Отаки обратился к нему для совместной работы над иллюстрированной книгой A Long Vacation, изданной в 1979 году. Художник добавил, что музыкант вдохновлялся его картинами во время написания песен, вошедших в альбом. После выпуска пластинки Нагаи поступило огромное количество аналогичных просьб.

## Выпуск
A Long Vacation был выпущен на виниле и кассете 21 марта 1981 года. Четыре месяца спустя, 21 июля, ограниченной серией в 10 000 копий вышел альбом Sing Along Vacation, представляющий инструментальную версию A Long Vacation без песни «Saraba Siberian Tetsudou».
1 октября 1982 года запись вышла на компакт-диске и стала одним из первых альбомов, изданных в таком формате. Данная версия дважды стала платиновой. 21 марта 1991 года, в честь десятилетия альбома, была выпущена ремастеринговая версия. Через десять лет, в честь двадцатилетия альбома, вышла версия альбома, включающая инструментальные композиции из Sing Along Vacation. По случаю тридцатилетия, 21 марта 2011 года, был издан двойной альбом, в который вошли инструментальные композиции и новая версия сингла «Kimi wa Tennen Shoku».

## Оценки и влияние
A Long Vacation достиг 2-го места в еженедельном чарте Oricon и стал 8-м самым продаваемым альбомом 1980-х годов в Японии. Издания в честь двадцатилетия и тридцатилетия пластинки заняли в чарте 13-е и 19-е места соответственно. В январе 2014 года, вскоре после смерти Отаки, издания 1991 и 2011 годов достигли 26-го и 25-го места соответственно. Было продано свыше миллиона копий пластинки. На 23-й церемонии Japan Record Awards A Long Vacation победил в категории «Лучшие альбомы».
В 2007 году журнал Rolling Stone Japan поставил альбом на 7-е место в списке величайших японских рок-альбомов всех времён. В специальном выпуске журнала за сентябрь 2010 года, Record Collectors' Magazine, запись заняла 1-е место в списке 100 лучших японских рок-альбомов 1980-х годов. Иэн Мартин из The Japan Times назвал пластинку шедевром и одним из лучших японских альбомов всех времён.
В 2009 году вышел альбом A Long Vacation From Ladies, который включает кавер-версии всех песен оригинальной записи, исполненных различными певицами, в том числе Ами Одзаки, Мики Имаи, Аяно Цудзи и Таэко Онуки.
Песня «Kimi wa Tennen Shoku» стала закрывающей композицией аниме-сериала Kakushigoto 2020 года и его полнометражной версии. Также её исполняет оркестр в 6 серии второго сезона аниме-сериала Hibike! Euphonium.

## Список композиций
Музыка написана Эйити Отаки. Автор слов ко всем песням, кроме «Pap-Pi-Doo-Bi-Doo-Ba Story» за авторством Отаки, — Такаси Мацумото.
| №  | Название                                                              | Длительность |
| -- | --------------------------------------------------------------------- | ------------ |
| 1. | «Kimi wa Tennen Shoku» (君は天然色)                                   | 5:02         |
| 2. | «Velvet Motel»                                                        | 3:42         |
| 3. | «Canaria Shotou Nite» (カナリア諸島にて)                              | 3:58         |
| 4. | «Pap-Pi-Doo-Bi-Doo-Ba Story» (Pap-Pi-Doo-Bi-Doo-Ba物語（ストーリー）) | 3:14         |
| 5. | «Waga Kokoro no Pinball» (我が心のピンボール)                         | 4:24         |

| №   | Название                                        | Длительность |
| --- | ----------------------------------------------- | ------------ |
| 6.  | «Ame no Wednesday» (雨のウェンズデイ)           | 4:24         |
| 7.  | «Speech Balloon» (スピーチ・バルーン)           | 3:55         |
| 8.  | «Koisuru Karen» (恋するカレン)                  | 3:21         |
| 9.  | «Fun x 4» (FUN×4)                               | 3:26         |
| 10. | «Saraba Siberian Tetsudou» (さらばシベリア鉄道) | 4:33         |

## Участники записи
Данные взяты из буклета к альбому.
- Гитара: Хироми Ясуда, Такудзи Михата, Тосиаки Усуи, Тору Фукуяма, Эйдзи Кавамура, Макото Мацусита, Микихико Мацумия, Тюэй Ёсикава, Хирофуми Токутакэ, Кунио Мурамацу, Сигэру Судзуки
- Перкуссия: Эйдзи Нарусима, Ёсиюки Като, Тацудзи Ёкояма, Масато Кавасэ, Таро Фуссафусса, Ларри Сунага, Нобору Такасуги, Сигэмицу Катаяма, Масами Кавахара, Кимура Кимути
- Клавишные: Хидэтоси Ямада, Наоко Яманака, Кодзи Судзуки, Акира Иноуэ, Элтон Нагата, Ясухару Наканиси, Фумитака Андзаи, Кадзуфуми Охама, Гако Икава, Юмин Тэйсю
- Бас-гитара: Сёго Киндаити, Митио Нагаока, Харуоми Хосоно, Кимио Коидзуми, Ясуо Аракава
- Барабаны: Хироси Уэхара, Тацуо Хаяси
- Хор: Singers Three, Oshamanbe Cats, Каёко Исю, Радзиэ
- Флейта: Джейк Консепсион
- Труба: Кодзи Ёсиока
- Маримба, литавры: Исао Канаяма
- Струнные: Норио Маэда, Масатака Мацутоя[англ.]